# Canção & Louvor
Canção e Louvor é uma dupla brasileira de música cristã contemporânea, voltada ao público pentecostal. Formada pelos irmãos Claudio Louvor, nome artístico de Claudio Hacalias de Lima Oliveira (11 de agosto de 1990), e Claudia Canção, nome artístico de Claudia Magda de Lima Oliveira Quezado (18 de janeiro de 1989), nascidos na cidade de Vitória de Santo Antão, PE, se apresentam em igrejas desde a infância. São membros da IEADPE.

## Biografia
Iniciaram a carreira musical ainda na infância, por volta dos cinco e seis anos de idade. Incentivados pelos pais, a dupla começou cantando canções de outras duplas e cantores diversos. A facilidade em fazer duas vozes sempre chamou a atenção de quem os ouvia e o jeito único de interpretar as músicas também lhes eram peculiar.
Começaram a atender convites nas igrejas de sua cidade, na época, em Bonança, distrito da cidade de Moreno - PE e aos poucos, cidades vizinhas foram convidando até receberem convites para a capital do Estado, Recife, e assim, o ministério da dupla foi ficando cada vez mais conhecido.
Aos 9 e 10 anos de idade, Cláudio e Cláudia lançaram seu primeiro álbum, "Vivendo Pela Fé" gravado no sertão pernambucano, na cidade de Flores, com a ajuda dos irmãos daquela cidade, o empresário Beto Cajá e o músico Celso Sax.
Dois anos depois, gravaram o segundo: “Mão de Poder”, ainda com a ajuda do Beto e do Celso, mas desta vez na cidade de Serra Talhada. Com pouco tempo de álbum lançado, Cláudio completou 12 anos e entrou na fase de transição de voz de criança para adolescente e isto dificultou na intepretação dos CDs recém gravados, pois a altura era mais aguda do que ele alcançava. Com isto, houve a soma da vontade em aprender um instrumento musical com a necessidade de que isto acontecesse para que pudessem seguir o ministério.
Na época, a família da dupla não tinha condições nem de comprar um violão e nem de contratar um professor. Mas os instrumentos chegaram, doados dois violões dos empresários Elba e Gerônimo. Com os violões em mãos, começaram a aprender sozinhos, apenas com a cartilha de notas que vinha na caixa dos instrumentos e "a ajuda do Espírito Santo", como gostam de afirmar. Com menos de dois meses já tocavam, ainda que de forma amadora e aprendiz, nos cultos que acontecia na casa da dupla. Pouco tempo depois, Cláudio também aprendeu a tocar viola e agora, a viola e o violão tornaram-se uma identidade nas apresentações da dupla. O ministério cada vez mais foi sendo divulgado e na época, já viajavam todo estado, da capital ao sertão, atendendo congressos e convites das igrejas.
Aos 16 e 17 anos, gravaram o terceiro álbum: “A Dez Mil Pés”, com a direção do empresário Regis Lins, que foi de grande ajuda na ampliação do ministério que despontava. A canção “Eu Vou Profetizar” foi muito tocada em rádios e cantada nas igrejas de todo estado. No ano de 2010, a dupla gravou seu primeiro DVD, “Acontecimentos - Acústico”, na Assembleia de Deus na cidade do Cabo de Santo Agostinho.
Dois anos depois, nasceu o álbum “Sete Mergulhos” que com certeza, se tornou o álbum que apresentou a dupla ao Brasil, especialmente com a canção "Ei, Naamã". Em 2015, Cláudia Canção compôs a música “Eu Cuido de Ti” e em um vídeo caseiro lançou na internet, tornando-se viral em poucos dias. Naquele ano foi lançado o álbum “Profetizando Vida”, gravado em São Paulo e produzido pelo maestro Ronny Barboza. Em 2016, Canção e Louvor lançou seu primeiro EP, formato que na época era novo no Brasil, com cinco canções, entre elas o hit “Eu Cuido de Ti’’. Em abril de 2019, “Maravilhoso”, o sétimo trabalho da dupla foi lançado contendo 12 faixas e cada vez mais tem sido divulgado e ouvido principalmente nas plataformas de música digital.
Em 19 de agosto, a esposa de Cláudio foi submetida a uma cirurgia de urgência para retirada da vesícula. No início de 2022, Cláudio afirmou estar ele e sua família com forte virose e pediu orações.

## Discografia

### Álbuns de estúdio
- 1999: Vivendo pela Fé
- 2001: Mão de Poder
- 2006: A Dez Mil Pés
- 2014: Sete Mergulhos
- 2015: Profetizando Vida
- 2019: Maravilhoso

### Álbuns ao vivo
- 2010: Acontecimentos

### EPs
- 2016: Eu Cuido de Ti
- 2017: Live Session 1
- 2017: Live Session 2
- 2017: Live Session 3
- 2018: Live Session 4
- 2018: Live Session 5 - Viola, Adoração e Calmaria

### Singles
- 2019: Calmaria
- 2019: Abraça-Me
- 2020: Tadinho de Mim (feat. André & Felipe)
- 2020: Sem Mim
- 2020: Ainda Estás Aqui
- 2020: O Meu Tempo Chegou
- 2020: Fazendo História
- 2020: Crente Vivo
- 2020: Eu Escolho Deus
- 2020: Você É Meu
- 2021: A Ti, Os Teus e o que Tu Tens
- 2021: Menino Guerreiro
- 2021: Depois do Mar
- 2021: Eu Cuido de Ti
- 2021: Joia Rara
- 2021: Ele Sempre Vem
- 2022: Chegou Na Casa

## Prêmios e Indicações
- Foram indicados a Melhor Banda, Grupo ou Dupla do Troféu Gerando Salvação nas edições 2020 e 2021.[6][7] Participaram da edição de 2020 interpretando "Desapareceu Um Povo" sob o título de "Povo Barulhento", clássico da música cristã composto por Cecília de Souza e regravado por Shirley Carvalhaes.[8]